# Cyathus novae-zeelandiae
Cyathus novae-zeelandiae är en svampart som beskrevs av Tul. & C. Tul. 1844. Cyathus novae-zeelandiae ingår i släktet Cyathus och familjen Agaricaceae.   Inga underarter finns listade i Catalogue of Life.